# مانويل غاسبار كوستا
مانويل غاسبار كوستا (بالبرتغالية: Manuel Gaspar Costa‏) (30 ديسمبر 1989 بأنغولا - ) هو لاعب كرة قدم أنغولي في مركز الوسط، شارك في كأس الأمم الأفريقية 2013. وشارك مع منتخب أنغولا لكرة القدم. أما مع النوادي، فقد لعب مع نادي بريميرو دي أغوستو وأتلتيكو سبورت أفياتسو وS.L. Benfica (Luanda) ‏ وجمعية أرابيراكا الرياضية.

## وصلات خارجية
- مانويل غاسبار كوستا على موقع قاعدة بيانات كرة القدم.إي يو (الإنجليزية)
- مانويل غاسبار كوستا على موقع قاعدة بيانات كرة القدم.إي يو (الإنجليزية)
- مانويل غاسبار كوستا على موقع ناشيونال فوتبول تيمز (الإنجليزية)